# جيروم زلبرشتاين
جيروم زلبرشتاين (بالإنجليزية: Jerome Silberstein)‏ هو محامي أمريكي، ولد في 1924، وتوفي في 2005.